# Li Ruijun
Pour les articles homonymes, voir Ruijun.
Li Ruijun (en chinois : 李睿珺 ; pinyin : Lǐ Ruìjùn), né en 1983 à Gaotai, est un réalisateur et scénariste chinois.
Étoile montante du cinéma indépendant chinois, Li a réalisé plusieurs films qui ont été nommés ou ont remporté des prix dans divers festivals de cinéma, notamment The Old Donkey (2010), Fly with the Crane (en) (2012) et River Road (2014).
Ses films se concentrent sur la relation entre les êtres humains et la terre, la vie rurale, la famille, la vie et la mort dans une Chine en évolution rapide, et se déroulent principalement dans sa ville natale de Gaotai avec des amis proches et des parents jouant dans ses films.

## Biographie
Né dans la province de Gansu en 1983, Li Ruijun étudie la musique et la peinture à l'âge de quatorze ans.
En 2003, il est diplômé du Shanxi Media College (université dépendant du ministère national chinois de la radio, du cinéma et de la télévision).
De 2003 à 2006, il travaille comme réalisateur pour des chaînes de télévision et des fournisseurs de programmes de télévision.
En 2006, il commence à travailler sur son premier long métrage, The Summer Solstice. Il en écrit le scénario, il le réalise, il  termine la post-production en 2007,.
En 2022, son film Le Retour des hirondelles est censuré en Chine.

## Filmographie partielle

### Cinéma
- 2007 : The Summer Solstice (en) (夏至) (réalisateur, scénariste, acteur, monteur, directeur de production)
- 2010 : The Old Donkey (en) (老驢頭) (réalisateur, scénariste, compositeur, monteur)
- 2012 : Fly with the Crane (en) (告訴他們,我乘白鶴去了) (réalisateur, scénariste)
- 2014 : Present (禮物, court métrage) (réalisateur, scénariste)
- 2014 : One Day (有一天) — segment "Present" ("禮物") — (réalisateur, scénariste)
- 2015 : River Road (en) (家在水草豐茂的地方) (réalisateur, scénariste, monteur)
- 2017 : Walking Past the Future (en) (路過未來 ) (réalisateur, scénariste)
- 2022 : Le Retour des hirondelles (隐入尘烟) (réalisateur, scénariste)

## Distinctions
- Festival du film de Brasilia 2013 : Meilleur réalisateur (Fly with the Crane (en))[1]
- China Film Directors' Guild 2014 : Meilleur jeune réalisateur (Fly with the Crane (en))[5]